# En la playa
En la Playa es el undécimo álbum de estudio la banda de rock Hombres G, publicado el 20 de noviembre de 2011 y distribuido por Sony Music.
Consiste en un libro que incluye un DVD y un CD con canciones de un directo acústico de duetos grabado en el hotel El Varadero de Zahara de los Atunes (Cádiz). En el disco colaboran Dani Martín, Pereza, Miguel Bosé, Ana Torroja, Álvaro Urquijo, Albert Hammond y Ha*Ash.
El sonido para el CD fue retocado en PKO Estudios y Noisy House añadiendo diversos arreglos y tres temas adicionales. En España es Disco de Oro, y el DVD se mantiene durante 27 semanas en la lista oficial española de los más vendidos (Promusicae).

## Listado de canciones
1. Voy a pasármelo bien - con Pereza - 4:30
2. Lo noto - con Miguel Bosé - 4:15
3. Si no te tengo a ti - con Ana Torroja - 4:15
4. Te vi - con Albert Hammond - 3:46
5. Temblando - con Ha*Ash - 3:24
6. Te necesito - con Dani Martín - 3:31
7. Un par de palabras - con Álvaro Urquijo - 3:32
8. Te quiero - 3:43
9. Huellas en la bajamar - 3:10
10. Si seguimos así (nuevo tema) - 4:17

## Pistas Bono
1. Venezia
2. Devuélveme a mi chica - con Ana Torroja, Ha*Ash y Albert Hammond
3. Marta tiene un marcapasos - con Ana Torroja, Ha*Ash y Albert Hammond
4. Temblando - con Ha*Ash
5. La primavera - con Dani Martín
6. En la playa - con Dani Martín
7. No te puedo besar - con Dani Martín